# Haacht
Haacht (fr. Haecht) – miejscowość i gmina (gemeente) w Belgii, w Regionie Flamandzkim, w prowincji Brabancja Flamandzka, w okręgu Leuven. 1 stycznia 2024 roku liczyła 15 516 mieszkańców. a gęstość jej zaludnienia wyniosła 505 os./km².

## Podział administracyjny
W skład gminy wchodzą dwie dzielnice (deelgemeente):
- Tildonk
- Wespelaar (Wespelaer)

## Demografia
Ludność historyczna:
| Rok     | 1995   | 2000   | 2005   | 2010   | 2015   | 2020   | 2021   | 2024   |
| ------- | ------ | ------ | ------ | ------ | ------ | ------ | ------ | ------ |
| Ludność | 12 685 | 13 158 | 13 499 | 14 159 | 14 262 | 14 854 | 15 080 | 15 516 |

Ludność według grup wiekowych:
| Wiek                                    | 0–17 lat | 18–64 lata | 65+ lat |
| --------------------------------------- | -------- | ---------- | ------- |
| Liczba osób w danej grupie wiekowej     | 2916     | 8927       | 3237    |
| Liczba osób w danej grupie wiekowej w % | 19,3%    | 59,2%      | 21,5%   |

Struktura płci:
| Płeć                         | Mężczyźni | Kobiety |
| ---------------------------- | --------- | ------- |
| Liczba osób w danej płci     | 7417      | 7663    |
| Liczba osób w danej płci w % | 49,2%     | 50,8%   |

## Klimat
Klimat jest przybrzeżny. Średnia temperatura wynosi 10 °C. Najcieplejszym miesiącem jest lipiec (19 °C), a najzimniejszym miesiącem jest styczeń (0 °C).